# 福林波波利
福尔林波波（義大利語：Forlimpopoli），是意大利费利-切塞纳省的一个市镇。总面积24.46平方公里，人口12944人，人口密度529.2人/平方公里（2009年）。ISTAT代码为040013。

## 友好城市
- 法国卢贝新城